# Ким, Нелли Владимировна
Не́лли Влади́мировна Ким (род. 29 июля 1957, Шураб, Таджикская ССР) — советская гимнастка, пятикратная олимпийская чемпионка, пятикратная чемпионка мира, двукратная чемпионка Европы и многократная чемпионка СССР. Заслуженный мастер спорта СССР (1976). Президент женского технического комитета Международной федерации гимнастики.

## Биография
Родилась 29 июля 1957 года в Шурабе (Таджикская ССР). Отец Нелли Владимир Ким — сахалинский кореец, а мать Альфия Сафина — татарка. После рождения Нелли семья переехала в Шымкент, на юг Казахстана, родители до сих пор живут там. В Чимкенте Нелли с 10 лет начала заниматься спортом в местной ДЮСШ у тренера Владимира Байдина, стала сильнейшей гимнасткой Казахстана и вскоре заявила о себе на всесоюзной, а затем и на мировой арене.
Ким была одной из лучших гимнасток мира на протяжении 1970-х годов, при этом она достойно конкурировала с такими звёздами гимнастики, как Надя Комэнеч, Людмила Турищева и Ольга Корбут. В 1975 году она стала чемпионкой Европы в вольных упражнениях и вместе с Ольгой Корбут абсолютной чемпионкой Спартакиады народов СССР. А через год стала трёхкратной олимпийской чемпионкой на Олимпийских играх в Монреале (1976). На этих соревнованиях Нелли стала первой в истории гимнасткой, получившей оценку «10,0» за вольные упражнения и опорный прыжок — вслед за Надей Комэнеч, которая получила «десятку» за упражнение на разновысоких брусьях. Так как в то время считалось, что в гимнастике невозможно получить максимальную оценку, табло производства фирмы Omega технически не могло отображать такие результаты и набранные 10 баллов выглядели как «1,00».

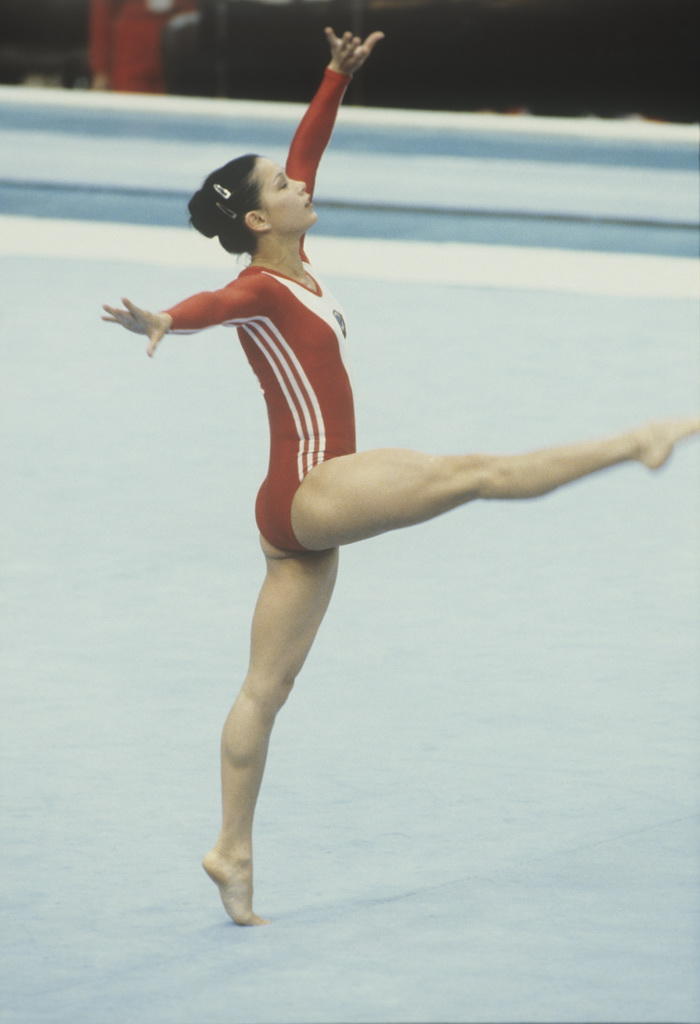
Нелли Ким выступает в вольных упражнениях на Олимпийских играх в Москве (1980)

В декабре 1977 года вышла замуж за белорусского гимнаста Владимира Ачасова и переехала в Минск. Стала тренироваться у его тренера Николая Милигуло и выступать за Белорусскую ССР. В 1979 году стала абсолютной чемпионкой мира, а на московской Олимпиаде 1980 года вновь стала олимпийской чемпионкой.
После окончания карьеры в 1980 году Нелли Ким долгое время тренировала различные национальные сборные по спортивной гимнастике (Республика Корея, Италия, Беларусь), стала международным арбитром и судила все крупнейшие соревнования — Олимпийские игры, чемпионаты мира и Европы.
С 1996 года — член Международной федерации гимнастики. В октябре 2004 года на конгрессе Международной федерации гимнастики Нелли Ким была избрана президентом женского технического комитета Международной федерации гимнастики и стала одним из главных инициаторов введения новой системы судейства в спортивной гимнастике.
Награждена двумя орденами Трудового Красного Знамени (1976, 1980). Заслуженный тренер Республики Беларусь.
В 1999 году Нелли Ким была включена в Международный зал славы гимнастики, который находится в американском Оклахома-Сити.
После развода со вторым мужем, советским велогонщиком Валерием Мовчаном, проживает в США, в Миннеаполисе. Дочь, тоже Нелли, окончила университет в Чикаго.
Известная канадско-португальская певица Нелли Ким Фуртадо (род. 1978) была названа в честь Нелли Ким. На её родителей сильное впечатление произвело выступление Ким на монреальской Олимпиаде 1976 года.

## Образование
Окончила Казахский государственный институт физической культуры в Алма-Ате (1978).
В 2010 году поступила в заочную аспирантуру Национального государственного университета физической культуры, спорта и здоровья имени П. Ф. Лесгафта (кафедра теории и методики гимнастики). В 2011 г. защитила диссертацию на соискание учёной степени кандидата педагогических наук по теме «Подготовка высококвалифицированных судей по спортивной гимнастике».